# توريبييخا
طربياخة أو البُرج القديم (بالقشتالية: Torrevieja) إحدى بلديات إقليم لقنت بمنطقة بلنسية الإسبانية. بلغ عدد سكانها في عام 2011 مـ 90،097 نسمة.

## توأمة
لتوريفايجا اتفاقيات توأمة مع كل من:
- أوفييدو
- قادس
- كالوسا دي سوجورا
- La Pola Siero [الإنجليزية]‏

## أعلام
- غويلي سميتاريو
- فرناندو أغيلار